# بزرگراه‌های ایالتی در واشینگتن
بزرگراه‌های ایالتی در واشینگتن (انگلیسی: State highways in Washington) به بزرگراه‌ها در ایالت واشینگتن گفته می‌شود؛ در این ایالت بیش از ۷،۰۰۰ مایل (۱۱،۲۷۰ ک.م) بزرگراه ساخته شده است. 